# Kiểm soát nhiễm trùng
Kiểm soát nhiễm trùng là ngành học liên quan đến việc ngăn ngừa nhiễm trùng tại bệnh viện hoặc liên quan đến chăm sóc sức khỏe, một phân ngành thực tế (chứ không phải học thuật) về dịch tễ học. Đây là một điều thiết yếu, mặc dù thường không được công nhận và không được hỗ trợ, một phần của cơ sở hạ tầng chăm sóc sức khỏe. Kiểm soát nhiễm trùng và dịch tễ học bệnh viện giống như thực hành y tế công cộng, được thực hiện trong giới hạn của một hệ thống cung cấp dịch vụ chăm sóc sức khỏe cụ thể thay vì hướng vào toàn xã hội. Tác nhân chống nhiễm trùng bao gồm thuốc kháng sinh, kháng khuẩn, kháng nấm, kháng virus và thuốc kháng sinh vật nguyên sinh.
Kiểm soát nhiễm trùng giải quyết các yếu tố liên quan đến sự lây lan của nhiễm trùng trong môi trường chăm sóc sức khỏe (từ bệnh nhân sang bệnh nhân, từ bệnh nhân đến nhân viên và từ nhân viên đến bệnh nhân, hoặc giữa các nhân viên), bao gồm cả phòng ngừa (thông qua vệ sinh tay/rửa tay, làm sạch /khử trùng/khử khuẩn, tiêm phòng, giám sát), theo dõi / điều tra nhiễm trùng đã được chứng minh hoặc nghi ngờ lây nhiễm trong một cơ sở chăm sóc sức khỏe cụ thể (giám sát và điều tra ổ dịch) và quản lý (gián đoạn dịch bệnh). Trên cơ sở đó, tiêu đề chung được áp dụng trong chăm sóc sức khỏe là "phòng ngừa và kiểm soát nhiễm trùng".

## Kiểm soát nhiễm trùng trong các cơ sở chăm sóc sức khỏe
Kỹ thuật vô trùng là một thành phần chính của tất cả các thủ tục y tế xâm lấn. Tương tự, các biện pháp kiểm soát nhiễm trùng có hiệu quả nhất khi Phòng ngừa Tiêu chuẩn (chăm sóc sức khỏe) được áp dụng vì nhiễm trùng không được chẩn đoán là phổ biến.  

### Vệ sinh tay
Các nghiên cứu độc lập của Ignaz Semmelweis vào năm 1846 tại Vienna và Oliver Wendell Holmes, Sr. vào năm 1843 ở Boston đã thiết lập mối liên hệ giữa bàn tay của nhân viên chăm sóc sức khỏe và sự lây lan của bệnh mắc phải tại bệnh viện. Trung tâm kiểm soát và phòng ngừa dịch bệnh Hoa Kỳ (CDC) tuyên bố rằng, biện pháp quan trọng nhất để ngăn chặn sự lây lan của mầm bệnh là rửa tay hiệu quả. Trong thế giới phát triển, rửa tay là bắt buộc trong hầu hết các cơ sở chăm sóc sức khỏe và được nhiều cơ quan quản lý khác nhau yêu cầu. 
Tại Hoa Kỳ, các tiêu chuẩn OSHA  yêu cầu chủ lao động phải cung cấp các thiết bị rửa tay dễ tiếp cận và phải đảm bảo rằng nhân viên rửa tay và bất kỳ vùng da nào khác bằng xà phòng và nước hoặc rửa màng nhầy bằng nước ngay khi có thể sau khi tiếp xúc với máu hoặc các vật liệu có khả năng truyền nhiễm khác (OPIM).
Tại Vương quốc Anh, các chuyên gia chăm sóc sức khỏe đã áp dụng 'Kỹ thuật Ayliffe', dựa trên phương pháp 6 bước được Graham Ayliffe, JR Babb và AH Quoraishi phát triển.